# Ian McHattie
Ian McHattie (...) è un ex calciatore scozzese, di ruolo attaccante.

## Carriera
Cresciuto in Tanzania, si forma con gli scozzesi del Creetown e dal 1969 al 1971 con gli inglesi del Crystal Palace.
Nel 1971 è in forza ai canadesi del Toronto Metros, nuova franchigia della North American Soccer League, con cui ottiene in campionato il terzo posto nella Northern Division, risultando comunque il miglior marcatore dei Metros con 8 reti. Dopo un'altra stagione senza accedere nella fase finale del torneo, nella NASL 1973 con la sua franchigia McHattie vince la Northern Division, perdendo poi le semifinali contro i futuri campioni dei Philadelphia Atoms.
Terminata l'avventura canadese torna in Inghilterra, unendosi per volontà del capitano John Loughlan, suo compagno di squadra al Crystal Palace, al Wimbledon FC, senza però mai esordire in competizioni ufficiali.